# Krigen mot Alashiya
Krigen mot Alashiya var ett krig bestående av två sjöslag samt en invasion utförda av det hettitiska riket mot kungadömet Alashiya på Cypern. Kriget ägde rum mellan 1275 och 1205 f.Kr. och anses vara några av de första nedtecknade sjöslagen i människans historia.

## Kriget
Det hettitiska imperiet gjorde redan på 1400-talet f.Kr. anspråk på det Alashiyatiska kungadömet på Cypern men saknade resurser att kontrollera landet samt anledning till att invadera det. 1370 f.Kr. anfölls hettiterna av staterna Lukka och Kizzuwatna (dagens Lykien och Kilekien) och det ansågs att Alashiya varit med och stöttat anfallen. Hettiterna hade därmed casus belli men det skulle dröja innan de faktiskt anföll Alashiya. 1275 f.Kr. skickade hettiterna en flotta mot Alashiya och de mötte kungadömets flotta utanför Cypern i ett slag där de sedan segrade. Ingen invasion utfördes dock och vid okänt år mellan 1275 f.Kr. och 1205 f.Kr. skickades den hettitiska flottan åter igen till Cypern där de besegrade Alashiya's flotta i ännu ett sjöslag. 1205 f.Kr. skickades flottan dit en tredje gång och vann än en gång ett sjöslag strax utanför kusten. Denna gång hade den hettitiska armén landstigit på Cypern och de besegrade Alashiya's armé på stranden medan sjöslaget pågick ute i vattnet. Alashiya erövrades men den hettitiska dominansen blev kortvarig då riket strax efteråt kollapsade under invaderande folkslag och sjöfolk. Alashiya föll snart själva till invaderande mykener som flydde från det grekiska fastlandet. 